# Semesa Rokoduguni

a Compétitions nationales et continentales officielles uniquement.

b Matchs officiels uniquement.
Dernière mise à jour le 31 mars 2025.
Semesa Rokoduguni, né le 28 août 1987 à Nausori (Fidji), est un joueur international anglais d'origine fidjienne de rugby à XV, jouant aux postes d'ailier ou de centre.

## Biographie
Issu d'une famille de militaire, Semesa Rokoduguni s'engage en 2007 dans l'armée de terre britannique. Rattaché au 4e bataillon du Royal Regiment of Scotland, il est déployé en Afghanistan en 2011 dans le cadre de l'opération Herrick. 
Il a le grade de Lance corporal dans les Royal Scots Dragoon Guards.

### Carrière en club
Semesa Rokoduguni commence le rugby à l'école à Nausori aux Fidji. Bien que passionné, il ne se détache pas particulièrement par son talent et choisit de ce fait de ne pas s'orienter dans une carrière de rugbyman professionnel à la sortie de l'école. 
Engagé dans l'armée britannique, il garde son amour pour le rugby et s'inscrit ainsi dans le club amateur Lytchett Minster RFC durant la période qu'il passe au camp d'entraînement de Bovington en 2008. Il rejoint ensuite l'équipe de l'Armée de terre britannique avec laquelle il s'illustre lors de matchs contre les équipes de la Royal navy ou de la Royal Air Force. 
En octobre 2012, il signe un contrat professionnel avec le club de Bath, qu'il a impressionné à l'occasion d'un camp d'entrainement. Il dispute son premier match avec Bath en Coupe anglo-galloise le 10 novembre 2012 contre Newport Gwent Dragons, marquant deux essais. 
En 2022, il rejoint le club français de l'US Montauban en Pro D2.
Après deux saisons en France, il s'engage en juillet 2024 avec les Doncaster Knights en RFU Championship.

### Carrière internationale
En janvier 2014, Semesa Rokoduguni est retenu dans le groupe des England Saxons pour un match contre les Ireland Wolfhounds (en).
Le 8 novembre 2014, il connait sa première cape internationale avec l'Angleterre à l'occasion du match contre la Nouvelle-Zélande de la tournée d'Automne.